# Armored Car Robbery
Armored Car Robbery is een Amerikaanse film noir uit 1950 van Richard Fleischer.

## Verhaal
Dave Purvis is er trots op dat hij voor de wet nog steeds onbekend is, maar bij collega-misdadigers staat hij bekend als een goede planner. Hij plant een grote overval met minutieuze details, maar toch gaan er dingen fout. Een agent en twee misdadigers worden gedood. Purvis ontsnapt met het geld terwijl luitenant Cordell, een vriend van de vermoorde agent, alles onderzoekt. Purvis' nieuwe plan lijkt perfect, op dat ene kleine detail na.

## Rolverdeling
| Acteur         | Personage                |
| -------------- | ------------------------ |
| Charles McGraw | Lt. Jim Cordell          |
| William Talman | Dave Purvis              |
| Douglas Fowley | Benjamin 'Benny' McBride |
| Gene Evans     | William 'Ace' Foster     |
| Adele Jergens  | Yvonne LeDoux            |